# Polestar
Polestar ou Polestar Performance AB est un constructeur automobile suédois de voitures électriques, basé à Torslanda, près de Göteborg en Suède. Avec une approche « asset-light » du développement et de la fabrication, Polestar ne dispose pas de sa propre usine de fabrication. Détenu par Volvo Cars, Polestar produit ses modèles dans les sites de fabrication de Volvo Cars ou de sa société mère, le groupe chinois Geely, dans plusieurs pays, dont les États-Unis, la Chine et la Corée du Sud,.
Polestar Engineered Cars comptait initialement deux départements : Polestar Performance, spécialisé dans la modification de voitures de série Volvo et l’élaboration de nouveaux moteurs et composants ; Polestar Racing, le département faisant courir des Volvo.
En 2015, Volvo Cars acquiert 100 % de Polestar Performance et de la holding Polestar, qui possède la marque. Le département courses reste indépendant sous la direction de Christian Dahl et prend le nouveau nom Cyan Racing. Cyan Racing est le partenaire sport automobile officiel de Polestar et les deux collaborent sous le nom Polestar Cyan Racing.

## Histoire
En 1996, Flash Engineering est créé en Suède pour faire courir les voitures de tourisme Volvo dans le Championnat suédois des voitures de tourisme (STCC). La première voiture était la Volvo 850 Super Touring, construite par Tom Walkinshaw Racing (TWR) et courue jusqu'en 1997. Deux ans plus tard, la Volvo S40 Super Touring, construite par Tom Walkinshaw Racing (TWR) est courue par Flash Engineering
En 2003, la Volvo S60 S2000, construite par Prodrive, est courue et développée par Flash Engineering. L'année suivante, Flash Engineering est acquis par Christian Dahl.
En 2005, Flash Engineering est rebaptisé Polestar. En 2009, la Volvo C30 S2000 est le premier projet autonome de Polestar. Polestar devient partenaire officiel de Volvo pour préparer les voitures de séries Volvo, sous le département Polestar Performance, le département de course s'appelle Polestar Racing.
En 2010, Polestar introduit la Volvo C30 Polestar Concept comme première voiture de route. Deux ans plus tard, Polestar introduit la Volvo S60 Polestar Concept comme deuxième voiture de route. En 2013, la Volvo S60 Polestar et la Volvo V60 Polestar sont les premières voitures de production.
En 2015, Volvo Cars acquiert Polestar Performance, Polestar Racing reste sous les ailes de Christian Dahl et s'appelle Cyan Racing.
En 2017, Volvo Cars annonce que Polestar va devenir une marque à part entière, spécialisée dans les véhicules électriques à hautes performances. Le logo distinctif, représentant l'étoile du Nord, et qui ressemblait à une croix avec une balle au milieu, ressemble maintenant à une rose des vents stylisée.

Polestar a pour objectif de vendre 80 000 voitures en 2023, 290 000 en 2025, après en avoir vendu plus de 51 000 en 2022.

Toutefois, Polestar n'ayant vendu que 69 voitures en Chine au premier semestre 2025, le groupe Geely décide de retirer la marque du marché chinois, pour la limiter aux autres marchés.

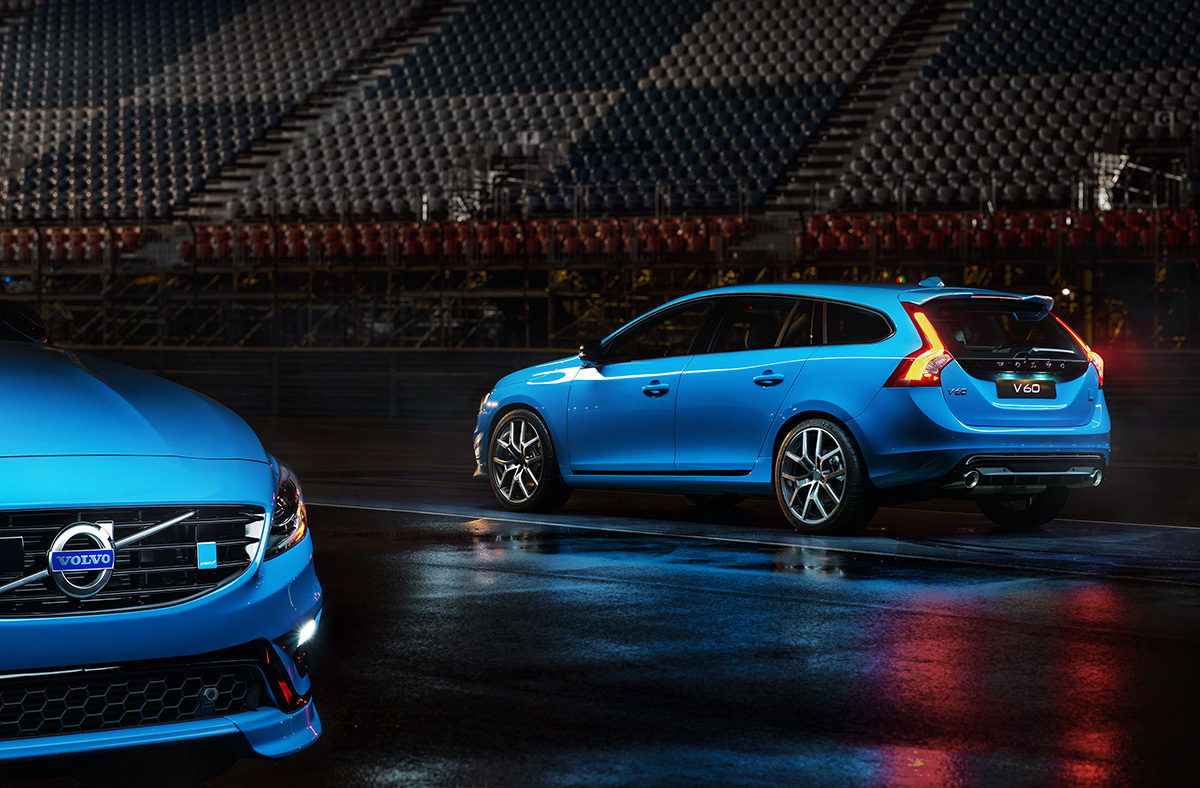
Volvo V60 Polestar
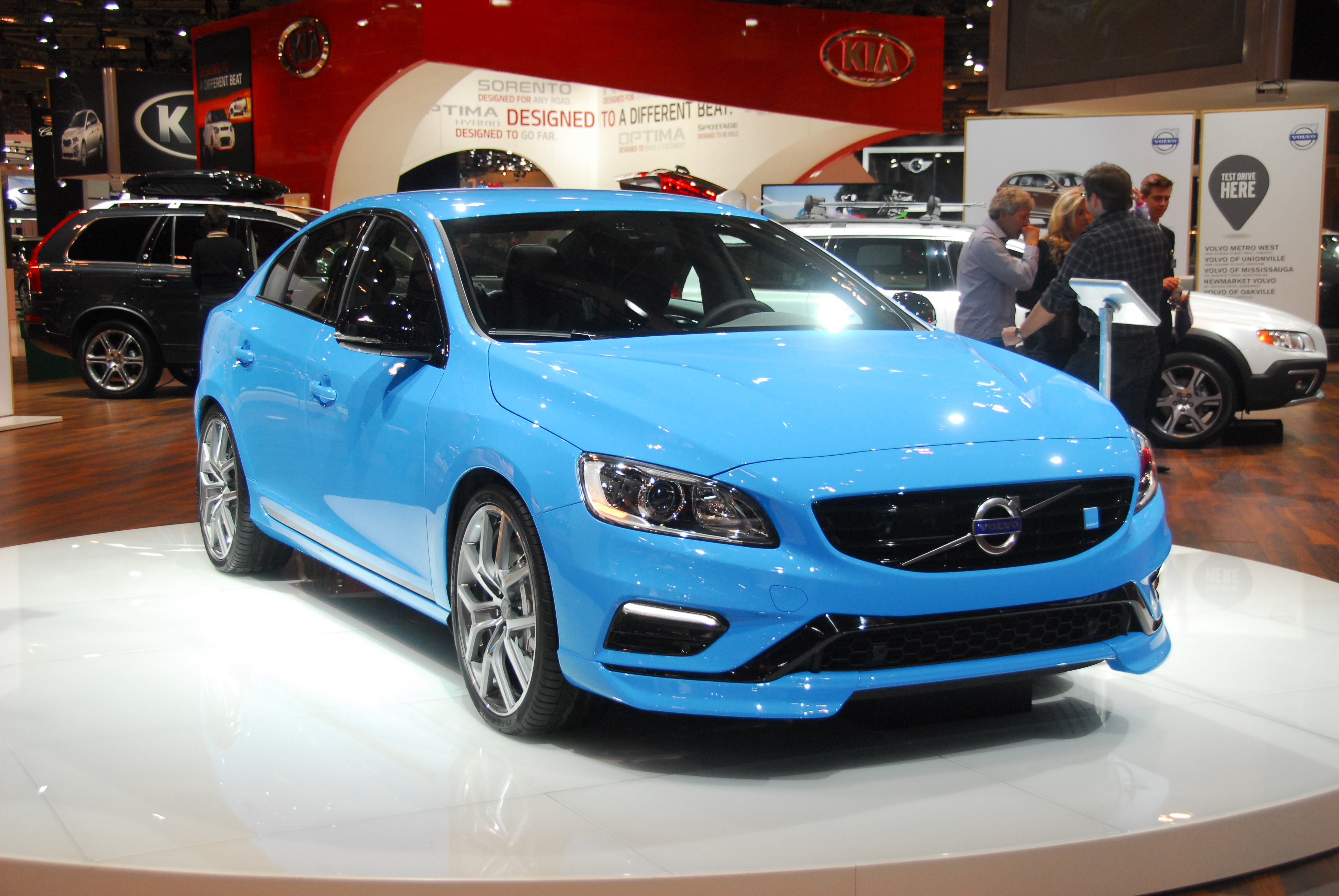
Volvo S60 Polestar
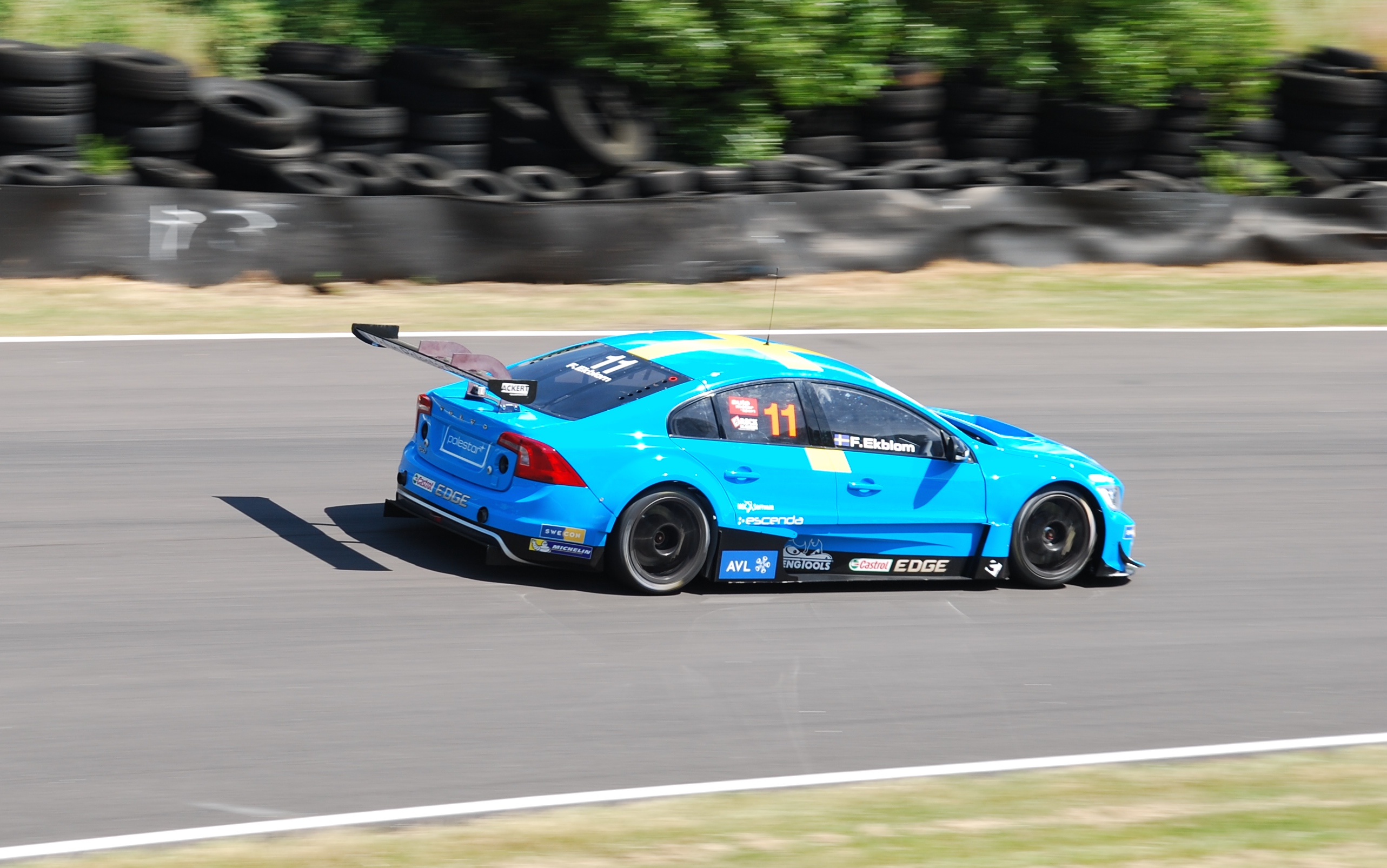
Volvo S60 STCC
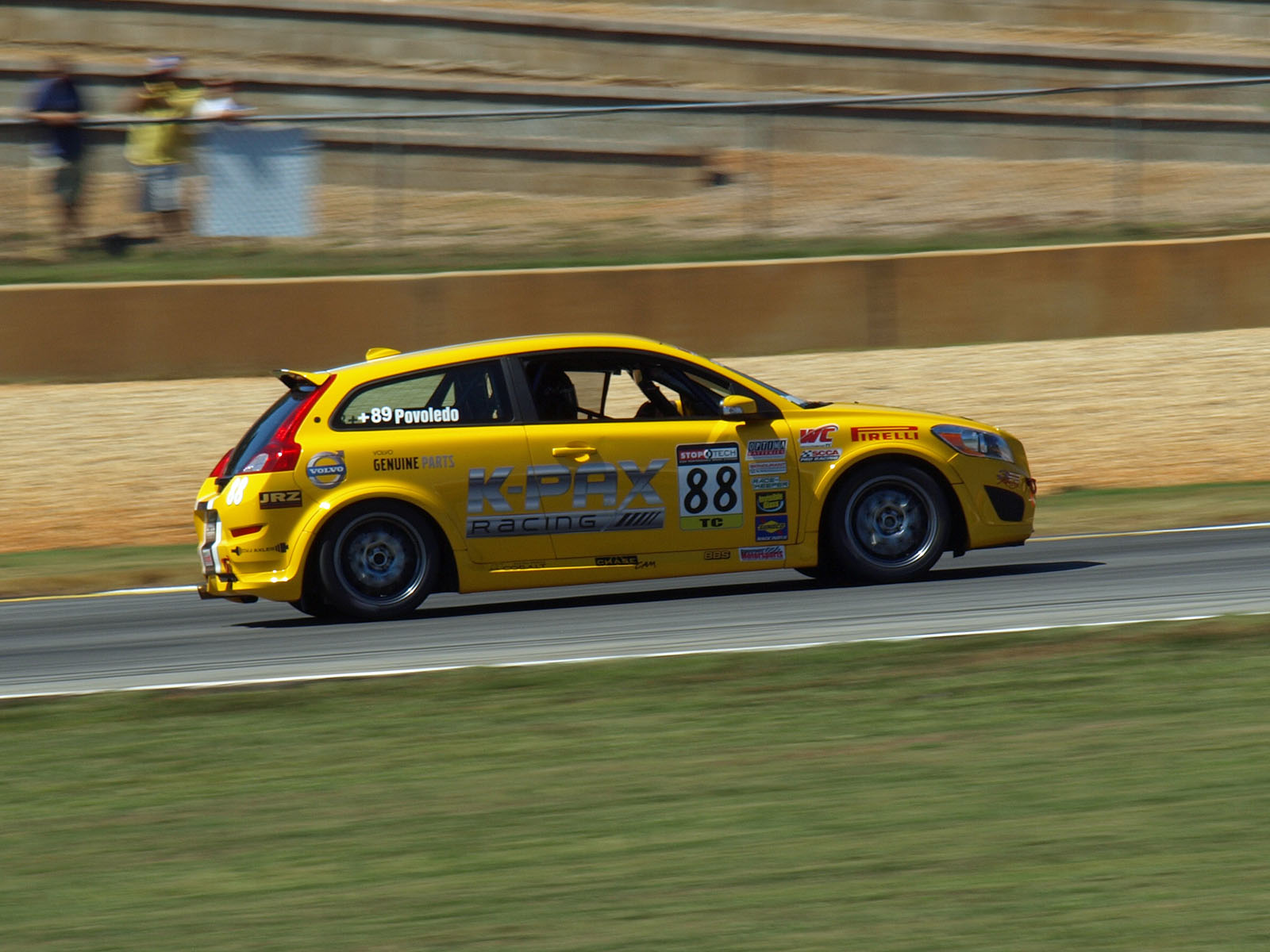
Volvo C30 S2000
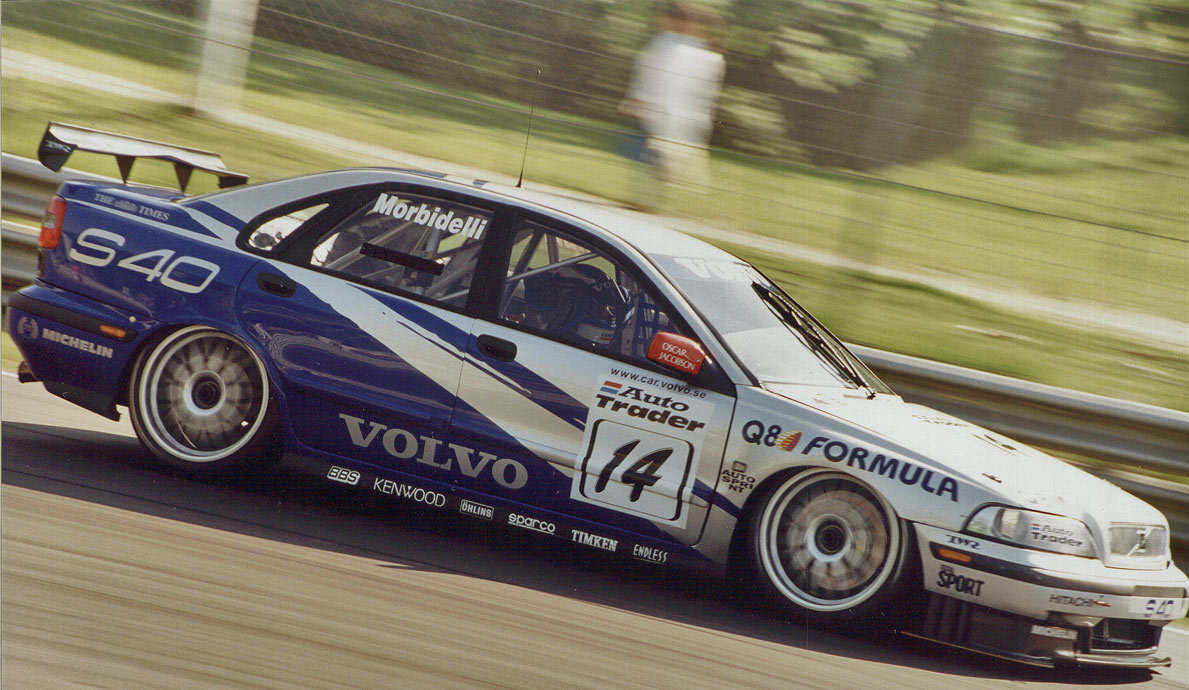
Volvo S40 Super Touring
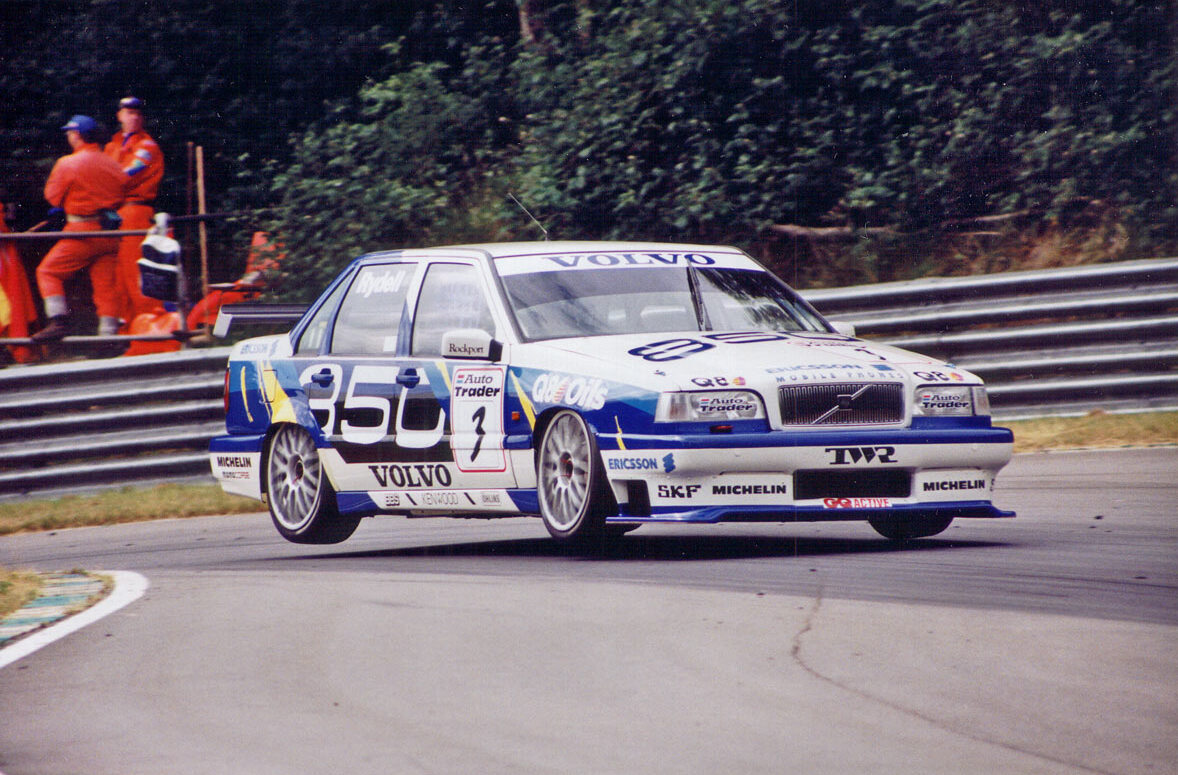
Volvo 850 Super Touring

## Produits

### Automobiles
Sous le nom Polestar Engineered Cars, Polestar construit des voitures sur la base de modèles Volvo. La plateforme, châssis, transmission, direction, moteur, roues et freins sont modifiés. L'habitacle reçoit un traitement pour être plus sportif. Ce département développe aussi de nouveaux moteurs et boîtes de transmission.
À part des modèles basés sur des Volvo, Polestar produit aussi ses propres modèles Polestar.
Le premier modèle de Polestar est présenté en octobre 2017 : Polestar 1, un coupé inspiré du Volvo Coupé Concept de 2013 et basé sur la plateforme Volvo SPA (série 60 et 90).
Il s'agit d'un hybride-plugin moteur essence et électrique combinant 600 ch et 1 000 N m.

#### Modèles sur base de Volvo
- Pour célébrer le titre de 2009 du Championnat de Touring suédois, Polestar crée la Volvo C30 Polestar Concept. Cette voiture est la première voiture de route réalisée par Polestar. La voiture partage beaucoup de composants techniques avec la voiture de course tels que la suspension, les freins.
- La Volvo S60 Polestar Concept est la seconde voiture de route construite par Polestar. Les ingénieurs de Polestar se sont fortement inspirés de la S60 alignée en course.
- La S60 Polestar était initialement exclusivement destinée au marché australien. Plus tard, Polestar lance les Volvo S60 et V60 Polestar comme les premières voitures que Polestar produit en vue d'un lancement dans plusieurs pays. La voiture sait abattre le 0-100 km/h en 4,9 secondes[9].

#### Polestar 1

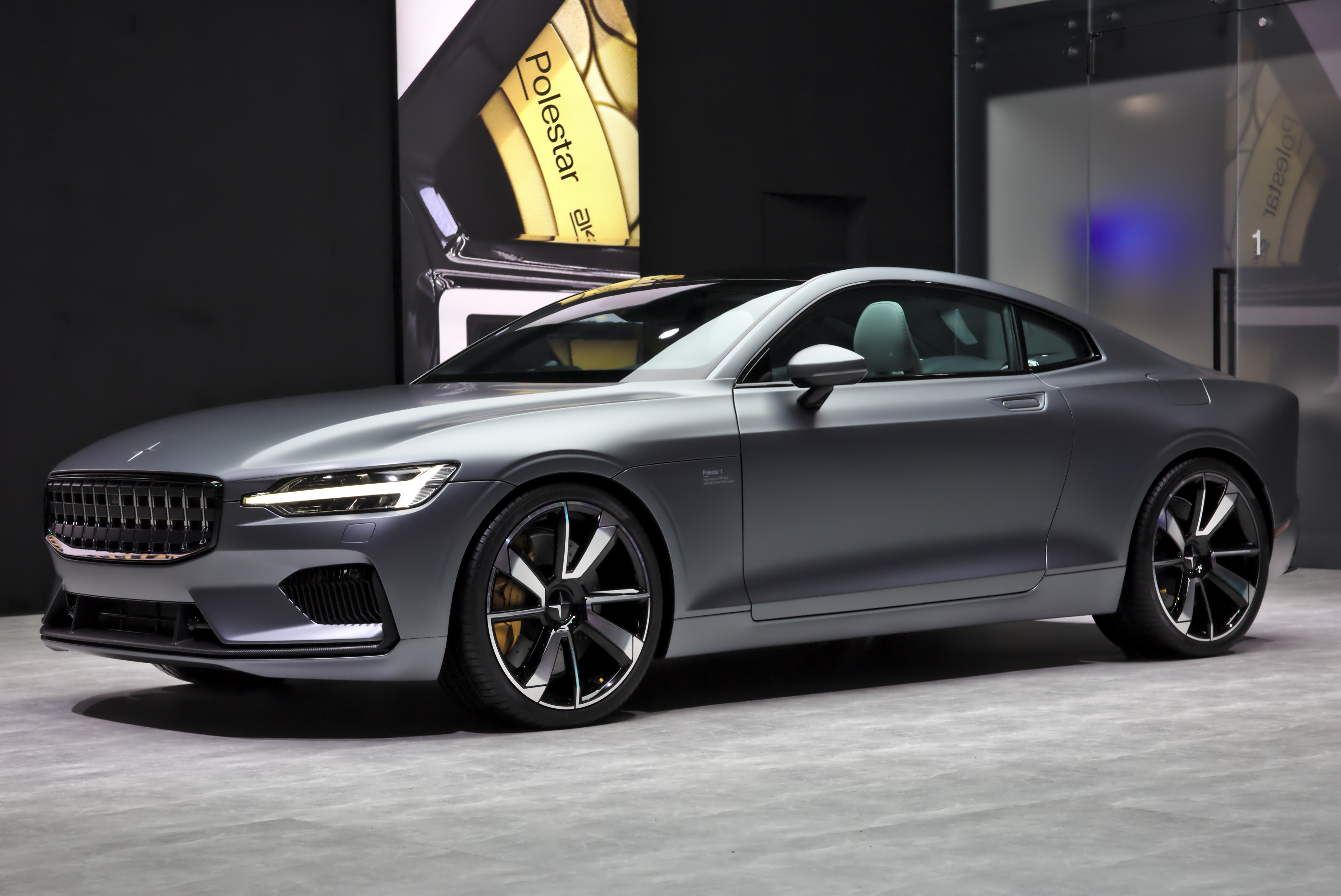
Polestar 1 au Salon de Genève 2018

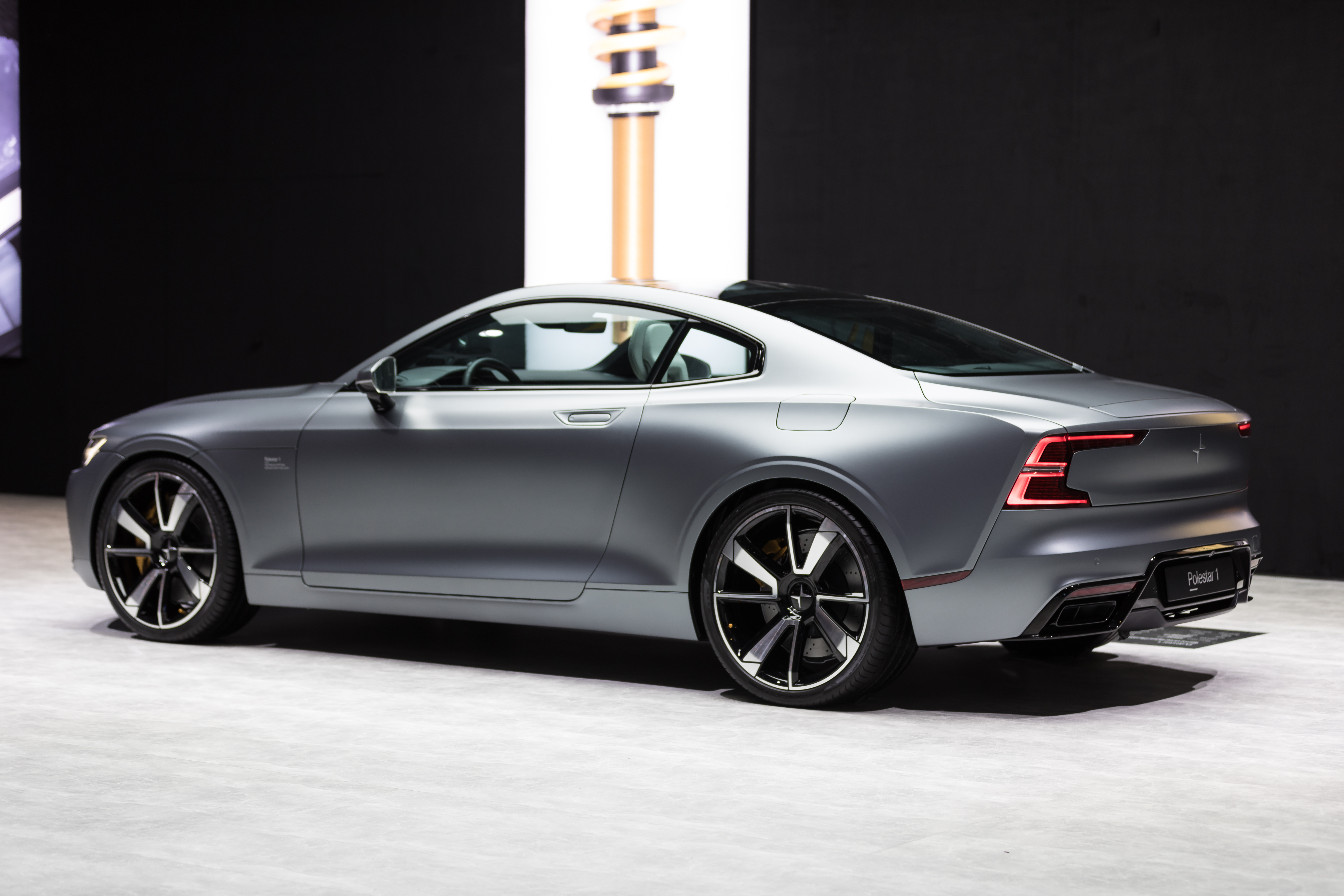
Polestar 1 au Salon de Genève 2018

Très proche de l'étude de style qui avait annoncé le renouveau esthétique de Volvo fin 2013, la Polestar 1 est présentée le 18 octobre 2017. C'est une GT 2+2 hybride rechargeable basée sur la plate forme modulaire SPA équipée d'un moteur thermique de 382 ch, de 2 moteurs électriques de 109 ch sur les roues arrière et d'un générateur thermique de 46 ch pour recharger les batteries de 34 kWh, avec une autonomie annoncée de 150 km en propulsion électrique. Elle reçoit la nouvelle technologie de suspension Dual Flow Valve d’Öhlins à réglage manuel et sa carrosserie est en fibre de carbone, et en polymère renforcé en fibre de carbone.
La production ne commencera que mi-2019. Elle se fera dans une usine chinoise, à Chengdu.

#### Polestar 2

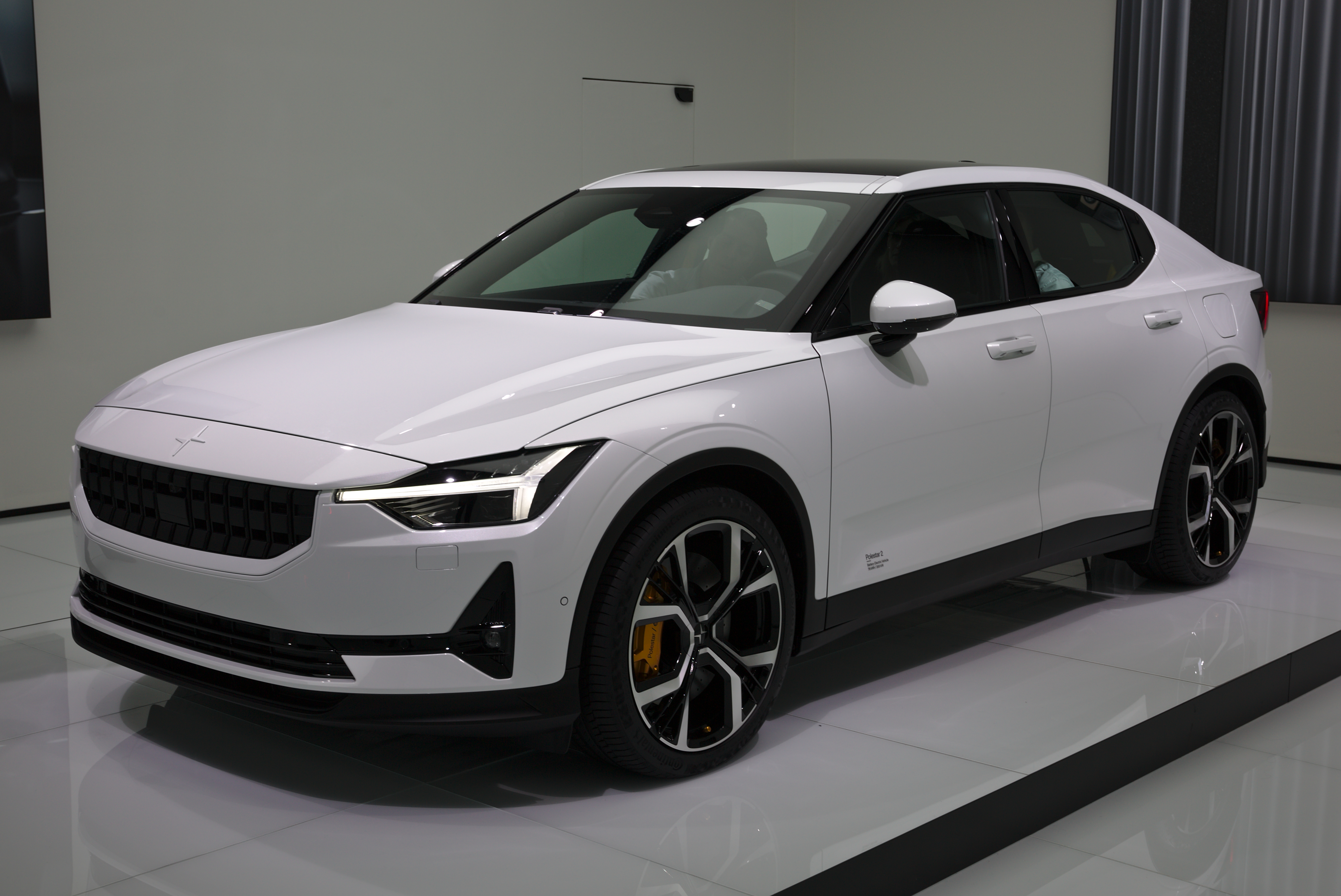
La Polestar 2 au salon de Genève 2019

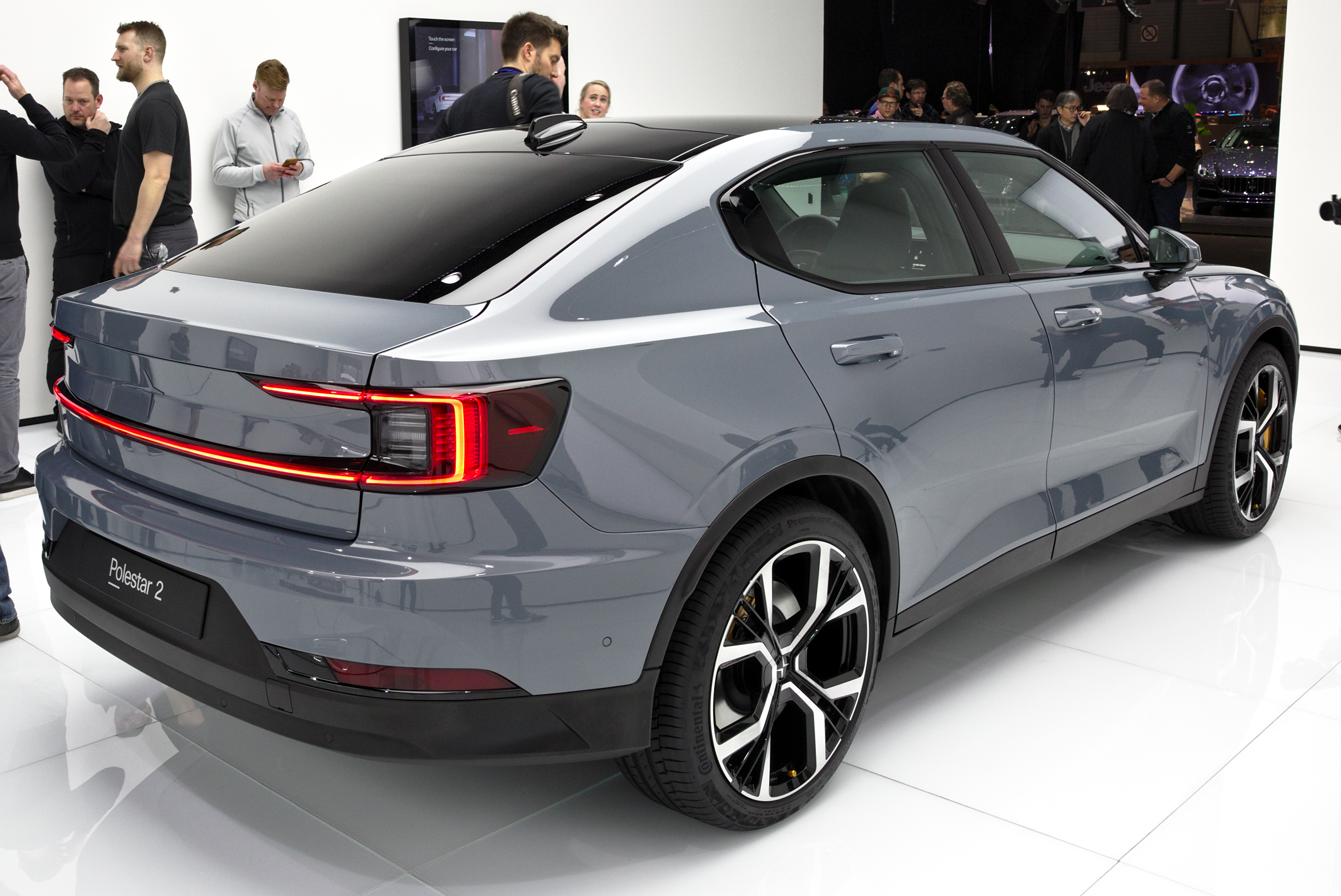
Vue arrière

La Polestar 2, une berline électrique, est présentée en janvier 2019 comme la concurrente de la Tesla Model 3, et annoncée pour fin 2019. Elle se présente sous forme de « fastback à 4 portes » et partage sa plate-forme avec le Volvo XC40.

#### Polestar 3
Le Polestar 3 est un SUV d'environ 4,90 mètres de long annoncé en même temps que la présentation de la Polestar 1.
La 3 propose une unique grosse batterie de 111 kWh. Deux puissances sont disponibles, « Long Range Dual Motor » avec 489 ch et « Performance » de 519 ch avec des autonomies respectives de 610 et 560 km.

#### Polestar 4
Le Polestar 4 est un SUV coupé d'environ 4,70 mètres de long. Ses objectifs de ventes sont les suivants : 43 000 unités en 2024, 79 000 en 2025.

#### Polestar 5
La 5 est la version de série du concept Precept qui est dévoilé en 2020. Elle ne sera commercialisée qu'en 2025.

#### Polestar 6
Le Polestar 6 est la version de série du concept O2. Ce cabriolet électrique sera produit à partir de 2026.

### Concept cars

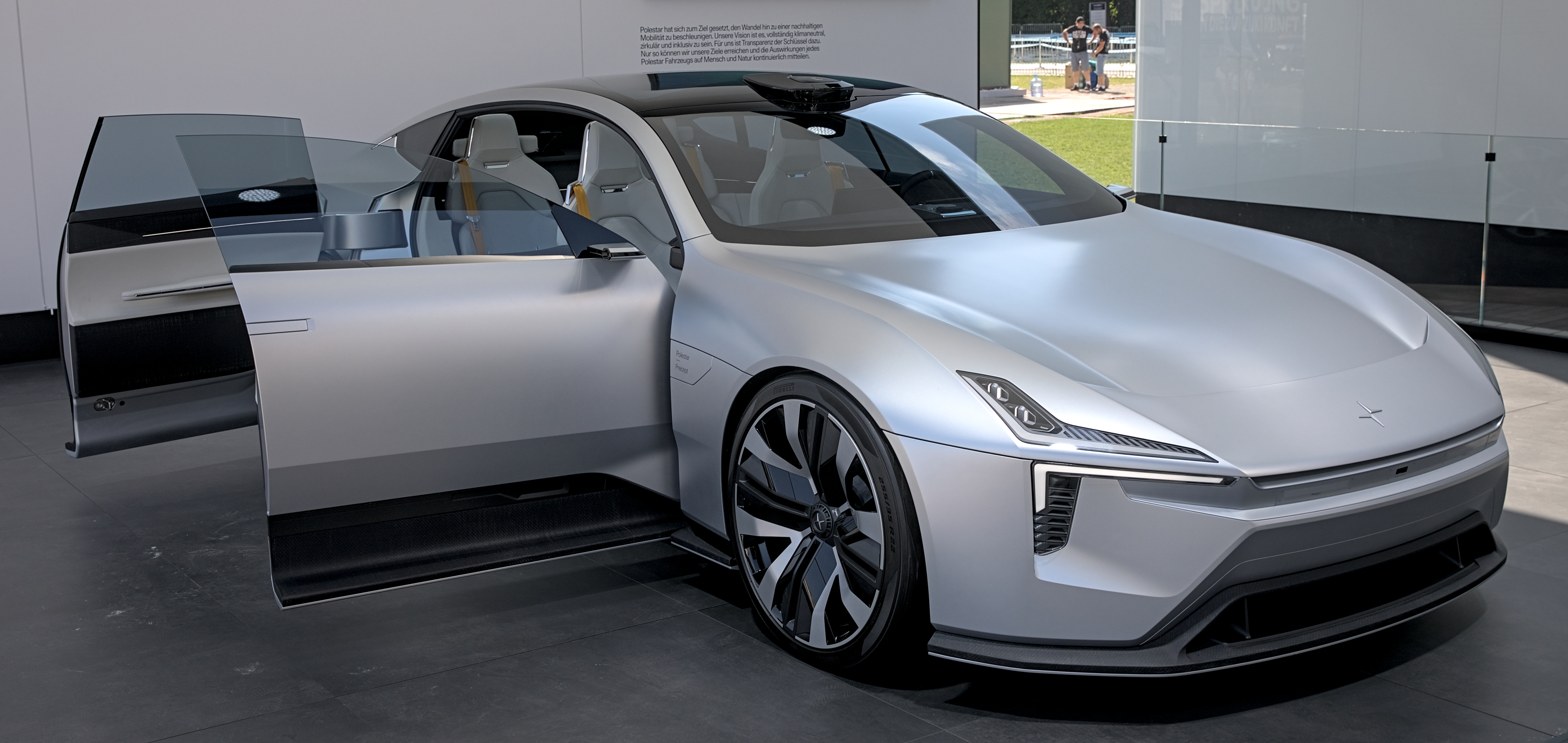
Polestar Precept

- 2020 : Polestar Precept[17].
- 2022 : Polestar O2 Concept[18]
- 2023 : Polestar Synergy[19]
- 2024 : Polestar Concept BST[20]

#### Ancien modèle Polestar
| Introduction | Modèle                                   | Type       | Moteur                                                          | Transmission                         | Exemplaires                     |
| ------------ | ---------------------------------------- | ---------- | --------------------------------------------------------------- | ------------------------------------ | ------------------------------- |
| 2009         | Volvo C30 Polestar Concept               | concept    | 5-cylindres, 2500 cm3, turbo, 451 ch                            | intégrale, 6-vitesses manuelle       | 1                               |
| 2012         | Volvo S60 Polestar Concept               | concept    | 6-cylindres, 3000 cm3, turbo, 508 ch                            | intégrale, 6-vitesses manuelle       | 4                               |
| 2013         | Volvo S60 Polestar                       | production | 6-cylindres, 3000 cm3, turbo, 350 ch                            | intégrale, 6-vitesses automatique    | 100                             |
| 2014         | Volvo S/V60 Polestar                     | production | 6-cylindres, 3000 cm3, turbo, 350 ch                            | intégrale, 6-vitesses automatique    | 1500                            |
| 2016         | Volvo S/V60 Polestar Drive-E             | production | 4-cylindres, 1969 cm3, turbo/compresseur, 367 ch                | intégrale, 8-vitesses automatique    | 1500                            |
| 2017         | Polestar 1                               | production | 4-cylindres, 1969 cm3, essence à deux blocs électriques, 600 ch | e-intégrale, 8-vitesses automatique  | 1500 (500/an à compter de 2019) |
| 2018         | Volvo S60 T8 Polestar Engineered         | production | 4-cylindres, 1969 cm3, essence à un bloc électrique, 417 ch     | e-intégrale, 8-vitesses automatique  | 20                              |
| 2019         | Polestar 2                               | production | 2 moteurs de 150 kW, batterie 78 kWh; 408 ch                    | e-intégrale                          | -                               |
| 2019         | Volvo V60 et XC60 T8 Polestar Engineered | production | 4-cylindres, 1969 cm3, essence à un bloc électrique, 417 ch     | e-intégrale, 8-vitesses automatiques | -                               |

### Préparation de voitures
Sous le nom Polestar Engineered Optimisation, Polestar prépare différents modèles de la marque Volvo, que ce soit en sortie de chaîne ou en rétrofit. Le moteur, la réponse de la pédale d'accélérateur, les réglages de la boîte de vitesses et la direction peuvent être modifiés.

### Accessoires sportifs
Sous le nom Polestar Engineered Parts, Polestar développe et fournit des accessoires sportifs pour l'extérieur et l'habitacle. Cela donne les Volvo un look plus sportif et peut améliorer les performances. Des jantes spécifiques sont disponibles, des spoilers, diffuseurs, des kits de rabattement, des sorties d'échappement, des autres kits freins.

## Sport automobile
Polestar et Cyan Racing collaborent sous le nom Polestar Cyan Racing pour faire courir les Volvo.
Depuis le début, Polestar a su imposer par le biais de partenariats sportifs ou de projets autonomes la marque Volvo dans différents championnats. Ils ont remporté plusieurs championnats.

### Voitures de sport
| Actif     | Modèle                  | Constructeur                     | Homologation  | Moteur                                       | Transmission                        | Poids   |
| --------- | ----------------------- | -------------------------------- | ------------- | -------------------------------------------- | ----------------------------------- | ------- |
| 1996-1997 | Volvo 850 Super Touring | TWR                              | Super Touring | 5 cylindres, 2000 cm3, atmosphérique, 295 ch | traction, 6-vitesses séquentielle   | 975 kg  |
| 1998-2002 | Volvo S40 Super Touring | TWR                              | Super Touring | 5 cylindres, 2000 cm3, atmosphérique, 317 ch | traction, 6-vitesses séquentielle   | 975 kg  |
| 2003-2007 | Volvo S60 S2000         | Prodrive/Polestar                | S2000         | 5 cylindres, 2000 cm3, atmosphérique, 280 ch | traction, 6-vitesses séquentielle   | 1165 kg |
| 2008-2011 | Volvo C30 S2000         | Polestar                         | S2000         | 5 cylindres, 2000 cm3, atmosphérique, 290 ch | traction, 6-vitesses séquentielle   | 1159 kg |
| 2011-2013 | Volvo C30 S2000 1.6T    | Polestar                         | S2000 1.6T    | 4 cylindres, 1600 cm3, turbo, 340 ch         | traction, 6-vitesses séquentielle   | 1164 kg |
| 2012-2016 | Volvo S60 STCC          | Solution-F/Polestar              | TTA           | 6 cylindres, 3500 cm3, atmosphérique, 420 ch | propulsion, 6-vitesses séquentielle | 1150 kg |
| 2014-2016 | Volvo S60 V8SC          | Garry Rogers Motorsport/Polestar | COTF          | 8 cylindres, 5000 cm3, atmosphérique, 650 ch | propulsion, 6-vitesses séquentielle | 1400 kg |
| 2016-     | Volvo S60 Polestar TC1  | Cyan Racing                      | TC1           | 4 cylindres, 1600 cm3, turbo, 400 ch         | traction, 6-vitesses séquentielle   | 1100 kg |

## Litige sur le logo
La société Citroën a considéré que le logo de la société Polestar — formé lui aussi de chevrons — est trop proche de ceux de ses marques Citroën et DS Automobiles. Faute d'accord à l'amiable, Citroën a saisi le tribunal de grande instance de Paris en juillet 2019. Celui-ci, dans une décision en date du 4 juin 2020, a donné raison au constructeur français, décision confirmée par la cour d'appel de Paris le 14 décembre 2021. En conséquence les véhicules Polestar ne peuvent être achetés en France.
Citroën tente de faire appliquer cette interdiction à l'ensemble de l'Union européenne, sans succès.
Un accord à l'amiable est finalement trouvé entre les deux parties fin août 2022, mettant fin au litige.